# Two Minute Warning
Two Minute Warning es una canción del grupo inglés de música electrónica Depeche Mode compuesta por Alan Wilder, publicada en el álbum Construction Time Again de 1983. Es uno de los tres temas que el músico aportó a la banda durante su estancia y aparecieron como pistas en álbum.

## Descripción
Es un tema de inspiración más electro-pop, alejada del conjunto de música industrial que forman los temas de Martin Gore para el disco y más bien cercano a un tipo de música experimental, la cual es la vertiente por la cual Alan Wilder se ha decantado en proyecto solista Recoil.
Incluso a diferencia de The Landscape is Changing también de Wilder, Two Minute Warning es un ejercicio de techno más tradicional, aún considerando aquella época en que el synthpop era un movimiento muy recientemente definido, pero también como esa otra aportación de Wilder líricamente más comprometido con el concepto del álbum al hacer una crítica abierta a la Guerra Fría y el estado de paranoia generalizada a la cual condujo el estancamiento entre las naciones y la espera, como indica en su título, Dos minutos de aviso.
Como los otros temas que el músico llegó a aportar a DM, la musicalización es un poco recargada de elementos, aunque bien procuró que éstos estuvieran basados en los sintetizadores inclusive sobre el recurso del sampler que ellos mismos capitalizaran tan efectivamente en Construction Time Again, con lo cual consigue ser una de las más electro en un sentido purista, lo cual revelaba el interés de Wilder por la música electrónica algo más estilizada hacia el hincapié en su artificialidad, mientras sus elementos de música industrial quedan relegados si bien son constantes con la canción como fuera el sello de Construction Time Again.
Por ello la melodía resulta dispersa sin llegar a un sentido total de ritmo, aunque como pieza de música es una composición íntegramente de música electrónica demostrando el potencial de crear armonías a partir sólo de los sintetizadores y sus múltiples efectos, pero por lo mismo se sienta sobre todo en su letra más preocupada por los problemas sociales al reprender claramente la expectativa fatalista a la cual los gobiernos enfrentaban a la población, alejado de sátiras rebuscadas como lo son los temas de Martin Gore.
Aunque esa temática pasada la Guerra Fría suena atemporal en los tiempos del dominio de la informática, en aquel momento era algo por completo pertinente, si bien fue por ello Wilder quien brindó algunas de las letras más atípicas del grupo, con muy poco que ver con las letras intimistas y tristonas de Martin Gore o el cinismo humano del vocalista Dave Gahan cuando tan tardíamente comenzó a escribir canciones para DM.
Como curiosidad se continua con el tema Shame, el cual a su vez se continua en The Landscape is Changing del mismo Wilder, por lo cual son tres temas hilados.
La banda argentina de punk 2 Minutos tomó su nombre de este tema de DM.

## En directo
La canción se interpretó durante el correspondiente Construction Tour así como en el Some Great Tour, aunque en ambas en todas las fechas. Si bien es muy improbable que llegue a ser reincorporada en conciertos, como todos los temas en álbumes del grupo se encuentra bajo los derechos del nombre Depeche Mode.
- Datos: Q5683576